# يوريدوبنسلين

آزلوسيلين

بيبراسلين

ميزلوسيللين

يوريدوبنسلين Ureidopenicillin   الزمرة الدوائية يعتبر ضمن المضادات الحيوية، من زمرة البنسلينات المضادة للزوائف.
اليوريدوبنسلين منتج دوائي جزئي التخليق (Bay K 4999) يدل بشكل إيجابي على فعالية مضادات الجراثيم المختبرية لمكافحة البكتريا سلبية الغرام الممرضة البشرية بالمقارنة مع ميزلوسيلين وآزلوسيلين. وقد أجريت دراسة الحركية الدوائية للمقارنة مع 10 افراد بالفحص بعد 30 دقيقة من الحقن بالوريد على 4.0 غرام من اليوريدوبنسلين والميزلوسيلين، على التوالي.

## صفاته
- طيف تأثيرها مشابه للكاربنسلين و والتيكارسيلين لكنها ذات فعالية أقوى ضد الزوائف الزنجارية.
- حساسة للبيتا لاكتاماز المفرزة من المكورات العنقودية.

## الاستعمال الطبي
توصف لعلاج الانتانات الخطيرة بسبب العصيات سلبية الغرام، ويجب توليفها مع أمينوغليكوزيد لمنع حدوث مقاومة عند البكتيريا.

## المركبات
اليوريدوبنسلينات  هي تمثل مجموعة من البنسلينات التي تنشط ضد  الزائفة الزنجارية . ونجد هناك ثلاثة يوريدوبنسلينات في الاستخدام السريري:
1. آزلوسيلين
2. بايبيرسيلين
3. ميزلوسيللين